# Ракета до чистилища

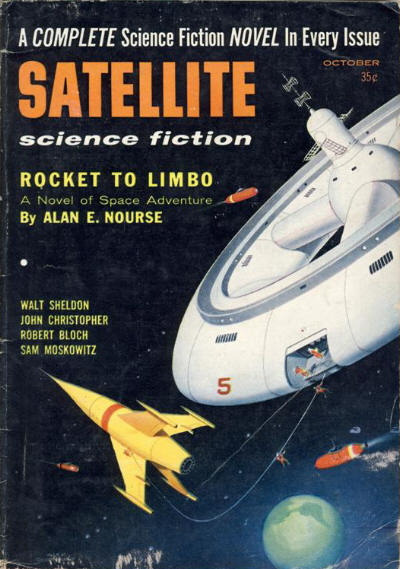
«Ракета до чистилища» опубліковано у жовтневому випуску Satellite Science Fiction за 1957 рік

Ракета до чистилища (англ. Rocket to Limbo) — науково-фантастичний роман 1957 року, написаний Аланом Е. Нурсом. Вперше був опублікований у вигляді книги видавництвом David McKay Co., Inc., а пізніше був включений до серії Ace Double (разом із «Echo in the Skull» Джона Браннера). Вперше з'явився в жовтневому випуску журналу Satellite Science Fiction у 1957 році.

## Сюжет
Удень 3 березня 2008 року зоряний корабель Аргонавт стартував з Землі й вирушив у Довгий Політ до Альфа Центавра. Будівельники планували, що екіпаж заснує колонію на одній з планет Альфа Центавра, а потім поверне Аргонавта на Землю. Однак корабель не повернувся, і жодних слідів його так і не знайшли.
У 2351 році Ларс Хельдригссон приєднався до екіпажу зоряного корабля Ганімед, що мав вирушити на Вегу III. Однак після виходу у космос Ларс та інші 21 член екіпажу дізналися, що їхній справжній пункт призначення — планета Вовк IV, де вони повинні шукати втрачений зоряний корабель Планетфолл. Ця безпрецедентна зміна курсу викликала занепокоєння, особливо через наявність термоядерних бомб на борту. Обурені тим, що їх фактично викрали для небезпечної місії, деякі члени екіпажу спробували захопити контроль над кораблем. Мутація зазнала поразки, і, погрожуючи залишити їх у міжзоряному просторі, командування змусило повстанців погодитися продовжити місію.
Планета Вовк IV була холодною, сірою, вкритою хмарами. Під час прибуття розвідник побачив уламки, що, як він припустив, належали Планетфоллу, і також помітив місто в долині за горами. Екіпаж приземлив Ганімед на дельті річки за 75 миль від уламків, і десантні групи вирушили досліджувати місцевість. Вночі повстанці саботували комунікаційне обладнання та повернулися на корабель. Ларс виявив зраду, і, разом з іншими членами екіпажу, переслідував повстанців. Однак, коли вони повернулися до дельти, корабля вже не було — жоден із членів екіпажу не чув і не бачив, як він стартував.
Не маючи іншого вибору, чоловіки вирушили до уламків, сподіваючись знайти їжу, генератори для підзарядки батарей їхніх теплових костюмів і, можливо, засоби зв’язку із Землею. Однак уламки виявилися не Планетфоллом, а Аргонавтом. Останньою надією було знайти місто, яке, як припускав розвідник, знаходилося в наступній долині.
Чоловіки продовжили шлях через перевал у долину. Коли туман піднявся, вони побачили тривимірний калейдоскоп, наповнений людьми, що плавали на кілька сотень футів над луками. Ларса взяли до міста, де він зустрів Пітера Бінгема, іншого офіцера-стажера з Ганімеда. Ларс і Пітер стали почесними гостями міських жителів, які володіли телекінетичними здібностями (вони називали це «телеодинамікою») — можливістю змінювати форми матерії та енергії за допомогою думки. Тим часом Планетфолл і Ганімед зберігалися у стані глибокого сну разом із їхніми екіпажами.
Міські жителі піддали Ларса і Пітера певному навчанню, але не могли пояснити, чого воно вчить. Зрештою, вони зрозуміли, що їх навчали розвивати власні телеодинамічні здібності, і що навчання було успішним. Міські жителі, нащадки дітей, яких інопланетяни знайшли в уламках Аргонавта, звільнили інших людей і дозволили їм повернутися на Землю зі своїми кораблями, а Ларс і Пітер стали послами нового порядку реальності.
Розв'язка сюжету, в якій Ларс і Пітер розвивають свої приховані психічні здібності, схожа на розв'язку в «Злих Есперах» Ллойда Біггла-молодшого, де землянин, що застряг на чужій планеті, мусить розвивати свої приховані психічні здібності, щоб впоратися з місцевими істотами.

## Історія публікацій
- 1957, США, David McKay, OCLC #586602, Палітурка (198 сторінок).[2]
- 1957, США, Renown Publications, Inc., Satellite Science Fiction (жовтень 1957), дайджест (132 сторінки).[2]
- 1959, США, Ace Books (Ace Double #D-385), (вересень 1959), м'яка обкладинка (162 сторінки).[2]
- 1961, Іспанія, Editorial Cenit (#9), Мадрид, as El Planeta Gris (The Gray Planet).[3]
- 1964, Великобританія, Faber & Faber (Лондон), (174 сторінки)[3]
- 1964, Німеччина, Arthur Moewig Verlag (Мюнхен), (Terra Sonderband #89), 172 сторінки, as Phantom-City.[3]
- 1986, США, Ace Books, ISBN 0-441-73339-5, (жовтень 1986), м'яка обкладинка (185 сторінок).[2]

## Відгуки
Книгу рецензували:
- S. E. Cotts у Amazing Science Fiction Stories (січень 1960)[2]
- Фредерик Пол з журналу «If» (березень 1960)[2]
- П. Шайлер Міллер у Аналог: наукова фантастика та факти (червень 1960)[2]
- Флойд С. Гейл у Galaxy Science Fiction (серпень 1960)[4]
- Патрісія Альтнер у Fantasy Review (грудень 1986)[2]
- Вірджинія Кіркус у Kirkus Reviews (25 жовтня 1957).

Міс Кіркус написала: «Ad Astra знову – цього разу на борту зоряного корабля Ганімед разом з Ларсом Хельдригссоном. Ларс живе у 2008 році. Ісландія була його домом, з родючими пшеничними полями, давно заснованими дідом Ларса. Його перший космічний політ мав тривати два місяці, оскільки метою Ганімеда було Вега III для остаточної перевірки нового колонізаційного місця для перенаселеної Землі. Але Ларс ледве встиг звикнути до життя в космосі, коли почав підозрювати, що присутність Пітера Брінгема на борту передбачає зовсім інше місце призначення – таке, що втягне Ларса у спробу повстання. Це не звичайний зоряний стрибок; автор Норс задумав справді переконливий сюжет із тривимірними персонажами, мотивованими логічними міркуваннями. Крім того, у нього є дивовижна здатність візуалізувати дивні відчуття та налаштування світу майбутнього. Найкраща підліткова науково-фантастична розповідь сезону.»